# Soll das wirklich alles sein?
Soll das wirklich alles sein? ist das zweite Studioalbum der österreichischen Pop-Rock-Sängerin Christina Stürmer. Nachdem ihr Debütalbum nur unter „Christina“ veröffentlicht wurde, ist dies das erste Album Stürmers, welches unter ihrem vollständigen Namen veröffentlicht wurde. Das Album wurde am 8. Juni 2004 in Österreich veröffentlicht und erreichte als Neueinsteiger Platz 1 in den Album-Charts.

## Hintergrund
Das Album war acht Wochen als Platz 1 und für die Dauer von 64 Wochen in den österreichischen Charts platziert. Wie Christinas erste Veröffentlichung wurde auch dieses Album mit 3-fach Platin ausgezeichnet, das entspricht einer Stückzahl von mehr als 90.000 verkauften Alben in Österreich.
Nach dem großen Erfolg des Debütalbums Freier Fall wurde die Veröffentlichung ihres zweiten Albums vorverlegt. Das Management um Alexander Kahr beschloss das Album schon ein Jahr nach dem Ersterfolg, und nicht wie geplant erst 18 Monate später, zu veröffentlichen. Im Vorfeld waren die Erwartungen und der Erfolgsdruck, auf Grund der großen Verkaufszahlen des ersten Albums, sehr hoch. Der Verkauf wurde durch sehr umfangreiche Werbemaßnahmen in Presse, Fernsehen und Radio unterstützt.
Aufgrund des Erfolgs in Österreich war auch eine Veröffentlichung von Soll das wirklich alles sein? in Deutschland geplant. Das Management beschloss jedoch vorerst die weitere Entwicklung abzuwarten und lediglich die Single Vorbei wurde 2004, mit sehr bescheidenem Erfolg, in Deutschland veröffentlicht. Es wurden weitere Singles veröffentlicht, mit vergleichsweise eher durchschnittlichen Wertungen, worauf sich Christina Stürmer zurückzog, um ihre musikalische Karriere außerhalb Österreichs weiter zu planen und vorzubereiten.

## Musik
Christina positioniert sich mit Soll das wirklich alles sein? reifer, eigenständiger, nachdenklicher und durchaus auch kritischer. Das Album wirkt insgesamt ruhiger als ihr Erstlingswerk Freier Fall. Melancholische Balladen und Liebeslieder treten in den Vordergrund. Abgegrenzt mit energiegeladenen fetzigen Titeln wie Vorbei oder Liebt sie dich so wie ich vermittelt das Album jedoch auch die „Ecken und Kanten“ aus dem Leben der Künstlerin. Insgesamt wirkt Christina stimmlich versierter und ausdrucksstärker. Die Texte verzichten auf weitläufige Umschreibungen und sind sehr direkt angelegt.
Weiterhin singt Christina Stürmer ausschließlich in deutscher Sprache ohne ausgeprägten Dialekt. Das Publikum und die Fachwelt versuchen sie einem Genre zuzuordnen. Vergleiche mit der Neuen Deutschen Welle werden gezogen. Bedingt durch den größten Erfolg als österreichische Künstlerin seit Falco wird Christinas Musik, vor allem durch die Medien, auch dem Austropop zugerechnet.

## Titelliste
| #   | Soll das wirklich alles sein? |      |
| --- | ----------------------------- | ---- |
| 1.  | Bus durch London              | 3:42 |
| 2.  | Geh raus aus meinem Kopf      | 3:45 |
| 3.  | Vielleicht auch nicht         | 3:06 |
| 4.  | Kind des Universums           | 4:26 |
| 5.  | Wir halten jetzt die Welt an  | 3:28 |
| 6.  | E.T.                          | 4:20 |
| 7.  | Märchen                       | 3:44 |
| 8.  | Immer an euch geglaubt        | 3:48 |
| 9.  | Liebt sie dich so wie ich?    | 3:25 |
| 10. | Soll das wirklich alles sein? | 3:54 |
| 11. | Eintagsfliege                 | 4:08 |
| 12. | Vorbei                        | 3:12 |
| 13. | Arzt                          | 3:05 |
| 14. | Mr. President                 | 3:41 |
| 15. | Supermarkt                    | 3:06 |
| 16. | Weißt du wohin wir gehen?     | 4:02 |

## Kritiken
- Franz A. Stanzl, germ: „Mit ihrem zweiten Silberling bringt Christina Stürmer 16 Songs auf den Markt, die allesamt gut sind. Bei dem Schrott, der sich gerne um die Einstelligkeiten der Hitparaden tummelt, ist man und frau doch gut bedient mit dem, was hier der Trupp rund um die gepiercte Frohnatur von sich gibt.“[6]

- Sonja Schröder, Music-Channel: „Wenn man sich die Texte so anhört, dann klingt das ganz schlicht und einfach, wie ein musikalisches Tagebuch. Fehlt nur noch der gesungene Einkaufszettel, dann wäre es fast schon eine Alltags-Beschreibung. Aber Einkaufen mag sie ja nicht mehr gehen, sie würde lieber in einem Supermarkt wohnen, da gibts alles, was das Herz begehrt. Dass die Texte und Kompositionen unter Erfolgsdruck entstanden sind, merkt man leider ein bisschen, aber Christinas unglaubliches Charisma und ihre prägnante Stimme machen so einiges wieder wett.“[7]

- Oliver Jungwirth, Musikmagazin: „Tja, da haben wir den zweiten Silberling von Österreichs größtem aktuellem Stern am Pophimmel. Ich zitiere ungern Herrn Alfred Dorfer, aber wie sagte er doch einmal so treffend: ‚Ich bin Kabarettist, aber nicht mal mir wäre so etwas eingefallen‘. Das trifft auch auf den Titel von Christina Stürmers CD zu. Soll das wirklich alles sein? Scheint so. Treffender hätte man diese CD wohl kaum benennen können (die einzige andere genauso ehrliche CD, die mir einfällt ist Nina Prolls 12 Songs, nicht die schlechtesten). Und immer noch leuchtet Fräulein Stürmers Licht am Musikhorizont. Und ich verstehe es langsam wirklich nicht mehr.“[8]